# アミスタッド
『アミスタッド』（原題: Amistad）は、1997年製作のアメリカ映画。

## 概要
アミスタッド号事件を題材にスティーヴン・スピルバーグが映画化。第70回アカデミー賞で助演男優賞、撮影賞、作曲賞、衣装デザイン賞にノミネートされた。
ドリームワークス設立後、同社からのスピルバーグ監督作・第1号である。興業的には成功しなかったが、その内容は史実を忠実に再現したとされ、『シンドラーのリスト』に続く歴史映画の傑作として高い評価を得た。

## あらすじ
1839年、アフリカで妻子と平穏に暮らす24歳のシンケは、村を襲ったライオンを倒したことで村人たちから頼られていた。しかし村は奴隷商人に襲われ、シンケは53人の仲間と共に拉致された。
2ヶ月後、帆船アミスタッド号に商品（奴隷）として積み込まれたシンケと仲間は、過酷な扱いで39人に減っていた。キューバ沖で鎖を解くことに成功し、白人の乗組員を次々と惨殺するシンケたち。操船も地理も分からない黒人たちは、舵取りのモンテスら2名の白人を生かして故郷に戻せと命じた。だがモンテスは進路をアメリカ大陸に向け、アミスタッド号はアメリカ海軍の帆船に捕獲された。
コネチカット州のニューヘイブンで投獄され、海賊行為と殺人罪で裁判にかけられるシンケたち。アメリカ北部の奴隷制度廃止論者たちは、シンケたちの擁護に乗り出した。アミスタッド号がスペイン籍であるために、船と黒人たちの所有権を主張するスペイン女王。船を捕獲したアメリカ海軍の艦長やアミスタッド号のモンテスたちまでが所有に名乗りを上げた。
黒人奴隷の子として生まれながら新聞記者として成功し、上等な服を着こなすセオドア・ジョッドソンは熱心な奴隷解放論者で、シンケたちを救おうと奔走していた。そんなジョッドソンたちに近づく無名の弁護士ボールドウィン。自分の専門は不動産だが、財産としての奴隷には殺人罪は適用されないと熱弁して、ボールドウィンはシンケ側の弁護士となった。しかし裁判の場で検察側は様々な条例を盾に殺人罪を主張し、モンテスの弁護士は奴隷を正当にハバナで買ったという書類を提出した。
モンテスの書類の真偽を疑うボールドウィンたち。言葉の通じないシンケたちは、ハバナではなくアフリカで違法に狩り集められた黒人に違いない。アミスタッド号を捜索したボールドウィンたちは船内で書類を発見した。それは、アフリカで違法に奴隷貿易を行う悪名高いテコラ号の積荷目録で、シンケたちがテコラ号からアミスタッド号に移された証拠だった。裁判はシンケたち黒人に有利に進み始めた。
時のアメリカ大統領ビューレンは選挙を控えて再選することしか頭になく、シンケたちを無罪にすると奴隷制度を支持するアメリカ南部の票を失うことを恐れていた。大統領の権限で裁判長を更迭し陪審員も変更するビューレン。
シンケたちの言葉であるメンデ語を理解する黒人を探して港を歩き周り、カイという海兵を探し当てるボールドウィンたち。言葉が通じるようになり互いの理解が深まって、シンケの過酷な体験が明らかになった。検察側は抵抗したが、裁判はシンケたちの勝訴となりアフリカへの送還が決まった。
南部の上院議員から脅されるビューレン大統領。南部による内戦(南北戦争)もあり得ると言われて、ビューレンはシンケたちの案件を最高裁に上訴した。まだ裁判が続くと聞いて怒り狂い、ボールドウィンたちへの信頼も揺らぐシンケ。ここで立ち上がったのは元大統領で弁護士でもあるジョン・クィンシー・アダムズだった。これまで奴隷問題には中立的な立場を取りつつ、ボールドウィンたちに的確なアドバイスを与えて来たアダムスは、最高裁の法廷に立ち、自由についてアメリカの独立宣言を引用した感動的な演説を行った。最高裁においてもシンケたちは勝訴して無事に帰郷を果たし、アフリカにおける奴隷貿易の拠点は軍の攻撃で破壊された。

## キャスト
※括弧内は日本語吹替
- シンケ - ジャイモン・フンスー（大友龍三郎）
- セオドア・ジョッドソン - モーガン・フリーマン（前田昌明）： 新聞記者
- マーティン・ヴァン・ビューレン - ナイジェル・ホーソーン（大木民夫）： 大統領
- ジョン・クィンシー・アダムズ - アンソニー・ホプキンス（山内雅人）： 元大統領
- ロジャー・ボールドウィン - マシュー・マコノヒー（森田順平）： 弁護士
- ホラバード - ピート・ポスルスウェイト（麦人）： 検事
- ルイス・タパン - ステラン・スカルスガルド（斎藤志郎）： 奴隷解放論者
- ジョン・フォーサイス - デヴィッド・ペイマー（牛山茂）： 国務長官
- イザベラ女王 - アンナ・パキン（坂本真綾）： スペインの女王
- コヴィ - キウェテル・イジョフォー（立木文彦）： アフリカ生まれの英国軍人
- ルイス - ジーノ・シルヴァ
- モンテス - ジョン・オーティス
- ジャドソン判事 - アラン・リッチ
- 代理人 - ポール・ギルフォイル（堀之紀）
- フィッツジェラルド艦長 - ピーター・ファース（堀之紀）
- コグリン判事 - ジェレミー・ノーサム（平田広明）
- ハモンド - ザンダー・バークレー
- カルデロン大使 - トーマス・ミリアン
- ギブス教授 - オースティン・ペンドルトン（中博史）
- トーマス・ゲドニー大尉 - ラルフ・ブラウン（中博史）
- ジョン・C・カルフーン議員 - アーリス・ハワード（谷口節）
- ゲドニー大尉 - ラルフ・ブラウン
- ミード大尉 - ダーレン・バロウズ
- 宣教師 - ケヴィン・J・オコナー